# Satra (Klungkung)
Satra is een bestuurslaag in het regentschap Klungkung van de provincie Bali, Indonesië. Satra telt 1335 inwoners (volkstelling 2010).